# ГЕС Гопфлауенен
ГЕС Гопфлауенен (нім. Hopflauenen) — гідроелектростанція в центральній частині Швейцарії. Становить середній ступінь у північній гілці гідровузла Оберхасіл, створеного у верхів'ях річки Ааре (ліва притока Рейну) та її правої притоки Гадмервассер, які дренують північний схил Бернських Альп.

Вертикальна схема гідровузла Обергаслі. На червоному тлі позначені електростанції: Фурен — 1, Хопфлауенен — 2, Іннерткірхен 2 — 3

Горизонтальна схема гідровузла Обергаслі. На червоному тлі позначені електростанції: Фурен — 1, Хопфлауенен — 2, Іннерткірхен 2 — 3

Ресурс для роботи станції надходить з:
- верхньої течії Гадмервассер через прокладений у гірському масиві лівобережжя дериваційний тунель;

- ГЕС Фурен, яка складає верхній ступінь північної гілки гідровузла та працює на ресурсі зі сточища Генталвассер (права притока Гадмервассер), де створено кілька водозаборів на притоках, а також на озері Енгстлензе. Останнє розташоване на самій Генталвассер та має природне походження, при цьому з об'єму у 10,7 млн м3 близько 2 млн м3 можуть використовуватися для роботи гідровузла. Машинний зал станції Фурен розташований у середній течії Гадмервассер, на 400 метрів нижче від живлячої його системи водозаборів. Цієї висоти недостатньо для подачі відпрацьованої води у згаданий дериваційний тунель, який веде через лівобережжя річки до ГЕС Хопфлауенен. Тому додатково до турбіни потужністю 10 МВт станція Фурен обладнана насосом потужністю 5 МВт, що забезпечує підйом на 184 метри. Окрім відпрацьованої води із верхів'я Генталвассер це дозволяє спрямувати на ГЕС Хопфлауенен ресурс, відібраний у середній течії Гадмервассер поряд з машинним залом ГЕС Фурен;

- станції Хандек 3 із південної гілки гідровузла, розташованої по долині Ааре. У цьому випадку для подачі води до все того ж тунелю через лівобережжя Гадмервассер станція Хандек 3 також повинна працювати в насосному режимі;

- невеличкого водосховища Лаймбоден у середній течії Генталвассер, від якого на станцію Хопфлауенен веде окремий тунель.

Машинний зал ГЕС Хопфлауенен обладнаний трьома турбінами типу Пелтон. Дві з них загальною потужністю 94 МВт працюють на ресурсі з дериваційного тунелю Гадмервассер при напорі у 459 метрів. Ще одна потужністю 6 МВт отримує ресурс від водосховища Лаймбоден при напорі у 336 метрів. Загалом станція виробляє 226 млн кВт·год електроенергії на рік.
Відпрацьована вода спрямовується по тунелю на нижній ступінь гідровузла ГЕС Іннерткірхен 2.